# Bank of North America

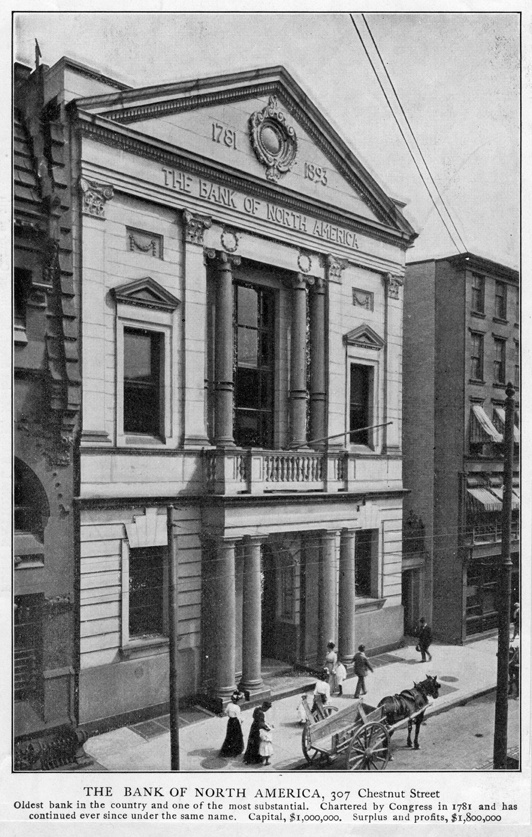
Fotka Bank of North America

Bank of North America byla první moderní banka ve Spojených státech amerických. Byla založena rozhodnutím Konfederačního kongresu z 26. května 1781 a otevřela 7. ledna 1782 ve Filadelfii. Fakticky plnila roli první centrální banky USA. Poté, co nový kongres v roce 1791 založil další banku (First Bank of the United States), pokračovala v činnosti jako soukromá společnost. Zanikla v roce 1923, kdy se sloučila s Comercial Trust Company do Bank of North America and Trust Company.